# Bobo Olson
Bobo Olson, właśc. Carl Elmer Olson (ur. 11 lipca 1928 w Honolulu, zm. 16 stycznia 2002 tamże) – amerykański bokser, zawodowy mistrz świata kategorii średniej.
Jego ojciec był imigrantem ze Szwecji, który osiedlił się na Hawajach podczas I wojny światowej, stąd przydomek Olsona The Hawaiian Swede (Hawajski Szwed).

## Kariera
Rozpoczął karierę boksera zawodowego w 1944. Wygrał pierwsze 21 walk, zanim w 1947 doznał porażki w walce o tytuł mistrza Hawajów w wadze średniej. Zdobył ten tytuł w następnej walce, w kolejnej go utracił, a w jeszcze następnej odzyskał. W 1948 i 1949 wygrał wszystkie walki, pokonał m.in. Antona Raadika. W marcu 1950 doznał porażki z rąk jednego z czołowych pięściarzy świata wagi średniej tego okresu Dave’a Sandsa z Australii, a w październiku tego roku został znokautowany w 12. rundzie przez Sugar Raya Robinsona w walce o tytuł mistrza świata uznawanego przez stan Pensylwania. W 1951 wygrał 5 walk i ponownie przegrał z Sandsem, a po wygraniu kolejnych dwóch walk w 1952 zmierzył się po raz drugi z Sugar Rayem Robinsonem, tym razem w walce o powszechnie uznawane mistrzostwo świata. Broniący tytułu Robinson wygrał na punkty po zaciętej walce 13 marca w San Francisco.
W grudniu tego roku Robinson zrezygnował z tytułu mistrza świata. Jego następcą miał zostać zwycięzca turnieju, do którego wyznaczono po dwóch zawodników z Europy i z USA, w tym Olsona. Olson najpierw pokonał Paddy’ego Younga 19 czerwca 1953 w Nowym Jorku, a 21 października tego roku zmierzył się o tytuł mistrzowski ze zwycięzcą drugiego pojedynku, byłym mistrzem świata Randym Turpinem z Wielkiej Brytanii. Walka odbyła się w Madison Square Garden w Nowym Jorku. Turpin przeważał w początkowej fazie walki, ale Olson dominował w drugiej połowie, mając Turpina na deskach w 10. rundzie i zwyciężył na punkty. Po tej walce został wybrany bokserem roku 1953 przez magazyn The Ring.
W 1954 Olson wygrał wszystkie 7 walk, w tym trzy w obronie tytułu: 2 kwietnia w Chicago pokonał na punkty aktualnego mistrza świata wagi półśredniej Kida Gavilana, 20 sierpnia w San Francisco wygrał na punkty z Rockym Castellanim, a 15 grudnia w San Francisco zwyciężył przez techniczny nokaut w 11. rundzie Pierre’a Langlois.
W następnym roku Olson spróbował sił w wadze półciężkiej. 13 kwietnia 1955 w San Francisco wygrał na punkty z byłym mistrzem świata Joeyem Maximem a 22 czerwca w Nowym Jorku spróbował odebrać tytuł mistrza świata Archiemu Moore’owi, ale został znokautowany w 3. rundzie. 9 grudnia tego roku stracił tytuł w wadze średniej po przegranej przez nokaut w 2. rundzie z powracającym po ponad dwuletniej przerwie Sugar Rayem Robinsonem. Kolejna walka z Robinsonem o odzyskanie tytułu zakończyła się znokautowaniem Olsona w 4. rundzie 18 maja 1956 w Los Angeles.
Po tej porażce Olson pauzował przez ponad rok. Powrócił na ring w czerwcu 1957 wygrywając ponownie z Joeyem Maximem. Walczył głównie w wadze półciężkiej, choć niekiedy w ciężkiej. Wygrał wszystkie walki w 1958 i 1958, a w 1960 pokonał go tylko Doug Jones. W 1961 zwyciężył 5 razy i raz przegrał, a w 1962 wygrał trzy walki, przegrał jedną (z Pete’em Rademacherem) i 1 zremisował (z Giulio Rinaldim). W 1963 wygrał 4 walki i 1 zremisował. 27 listopada 1964 w Madison Square Garden stoczył walkę eliminacyjną przed pojedynkiem o tytuł mistrza świata w wadze półciężkiej, ale przegrał przez nokaut w 1. rundzie z José Torresem.
Po tej walce Olson wygrał jeszcze trzy walki (w tym z Andym Kendallem i ówczesnym mistrzem Europy Piero Del Papą), a w kolejnej w listopadzie 1966 przegrał z Donem Fullmerem i zakończył karierę.
Został wybrany w 2000 do Międzynarodowej Bokserskiej Galerii Sławy. Cierpiał na chorobę Alzheimera. Zmarł w 2002.